# Plano de imanência
Plano de imanência (em francês:  plan d'immanence) é um conceito fundamental na metafísica e ontologia da obra do filósofo francês Gilles Deleuze. Para Deleuze, imanência remete a "existir ou permanecendo dentro" e geralmente é aplicado como oposição relativa à transcendência, que é "aquilo que está além ou fora", isto é, trata-se de uma distinção endógena que é singular, infinita e notável – corresponde à função primordial da essência da existência, como ocorre no espinosismo em sua definição de conatus. Deleuze rejeita a ideia de que vida e criação são opostas à morte e à não criação; em vez disso, ele concebe um plano de imanência que inclui simultaneamente a vida e a morte: "Deleuze se recusa a ver desvios, redundâncias, destruições, crueldades ou contingências como acidentes que acontecem ou se situam fora da vida; vida e morte são aspectos do desejo ou do plano de imanência".
Esse plano é uma "pura imanência", isto é, uma incrustação ou imersão irrestrita; uma imanência que nega a transcendência como uma "distinção real", seja ela cartesiana ou não. Portanto, a pura imanência é frequentemente referida como um plano puro, um campo infinito ou um espaço sem delimitação e destituído de qualquer divisão substancial ou constitutiva. Em seu ensaio intitulado A Imanência: uma vida..., Deleuze escreve: "É quando a imanência não é mais imanência a nenhuma outra coisa que não seja ela mesma que se pode falar de um plano de imanência".

## Imanência como um plano puro
O plano de imanência é metafisicamente consistente com a "única substância existente" de Espinosa (Deus sive Natura): no sentido de que a imanência não é imanente à substância, mas sim que a imanência é a própria substância, isto é, ela é imanente a si mesma. A pura imanência, portanto, traz consequências não apenas para a validade de uma confiança filosófica na transcendência, mas simultaneamente para o dualismo e o idealismo. A mente não pode mais ser concebida como um campo autocontido, substancialmente diferenciado do corpo (dualismo), nem como a condição primária de mediação subjetiva unilateral de objetos ou eventos externos (idealismo). Assim, todas as distinções reais (mente e corpo, Deus e matéria, interioridade e exterioridade, etc.) são colapsadas ou achatadas em uma consistência ou plano uniforme, a saber, a própria imanência, isto é, imanência sem oposição.
Desse modo, o plano de imanência é frequentemente chamado de plano de consistência. Tal qual um plano geométrico, o plano de imanência não está, de nenhuma maneira, limitado a um projeto mental, mas vinculado a um projeto abstrato ou virtual; o que, para Deleuze, é a própria metafísica ou ontologia: um processo sem forma, unívoco, que organiza a si próprio e que sempre se diferencia qualitativamente de si mesmo. Assim, em Mil Platôs (1980; com Félix Guattari), um plano de imanência elimina, de modo preeminente, problemas de formas, sujeitos transcendentais, gênese original e estruturas reais: "Aqui não há mais absolutamente formas e desenvolvimentos de formas; nem sujeitos e formações de sujeitos. Não há nem estrutura nem gênese".

É nesse sentido que o espírito (em alemão:  Geist) na fenomenologia de Hegel experimenta uma auto-alienação e, eventualmente, uma reconciliação consigo mesmo através de sua própria dialética linear e de uma história material que se torna irreconciliável com a pura imanência, pois passa a depender necessariamente de uma forma ou ordem pré-estabelecida, a saber, o próprio espírito. Em contraste, no plano de imanência existem apenas redes complexas de forças, partículas, conexões, relações, afetos e devires: 
"Há apenas relações de movimento e repouso, de velocidade e lentidão entre elementos não formados, ao menos relativamente não formados, moléculas e partículas de toda espécie. Há somente hecceidades, afectos, individuações sem sujeito, que constituem agenciamentos coletivos [...] A este plano, que só conhece longitudes e latitudes, velocidades e hecceidades, damos o nome de plano de consistência ou de composição (por oposição ao plano de organização e de desenvolvimento)."
O plano de imanência requer uma filosofia imanente; conceitos e representações não podem mais ser considerados formas vazias à espera de conteúdo (conceito de x, representação de y), pois tornam-se produções ativas em si mesmas, as quais afetam e são afetadas constantemente por outros conceitos, representações, imagens, corpos etc. Em seu último trabalho conjunto, O que é a filosofia? (1991),  Deleuze e Guattari afirmam que o plano de imanência constitui "o solo absoluto da filosofia, sua Terra ou sua desterritorialização, sua fundação, sobre os quais ela cria seus conceitos".

## Pura imanência como filosofia de vida
O próprio conceito de plano é significativo, pois implica que a imanência não pode ser concebida simplesmente como o interior, mas também como o dentro, bem como o sobre . Um objeto não está simplesmente dentro de um sistema maior, mas também se dobra a partir desse mesmo sistema, funcionando e operando de forma consistente sobre ele, junto a ele e através dele, mapeando imanentemente seu ambiente, descobrindo seus próprios poderes dinâmicos e relações cinéticas, bem como os limites relativos desses poderes e relações. Assim, sem uma confiança teórica em princípios transcendentes, categorias ou divisões reais produzindo dobras relativas ou telas atomísticas de fechamento, o conceito de plano de imanência pode substituir adequadamente quaisquer benefícios de um transcendentalismo filosófico: 
"A imanência absoluta existe em si-mesma: ela não existe em algo, ela não é imanência a algo, ela não depende de um objeto e não pertence a um sujeito [...] Quando o sujeito e o objeto, que caem fora do campo de imanência, são tomados como sujeito universal ou objeto qualquer aos quais a imanência é também atribuída trata-se de toda uma desnaturação do transcendental que não faz mais do que reduplicar o empírico [...] Assim como o campo transcendental não se define pela consciência, o plano de imanência não se define por um Sujeito ou um Objeto capazes de o conter."

Por fim, Deleuze argumenta que a pura imanência e a vida são incondicionalmente supostas e inter-relacionadas: 
"Pode-se dizer da pura imanência que ela é UMA VIDA, e nada diferente disso. Ela não é imanência à vida, mas o imanente que não existe em nada também é uma vida. Uma vida é a imanência da imanência, a imanência absoluta: ela é potência completa, beatitude completa."
 Esta não é uma noção abstrata e mística da vida, mas uma vida, uma vida específica, mas impessoal, indefinida, descoberta na singularidade real dos acontecimentos e na virtualidade dos momentos. Uma vida não possui sujeito, poos é neutra e precede toda individualização e estratificação, bem como está presente em todas as coisas e, portanto, é sempre imanente a si mesma: 
"Uma vida está em toda parte, em todos os momentos que este ou aquele sujeito vivo atravessa e que esses objetos vividos medem: vida imanente que transporta os acontecimentos ou singularidades que não fazem mais do que se atualizar nos sujeitos e nos objetos."
A ética da imanência se nega a reconhecer os julgamentos morais dualistas de bem e mal, certo e errado; e, assim como no modelo transcendente da filosofia, ignora qualquer regra ou lei. Em vez disso, ela defende que a diversidade dos sujeitos e a particularidade dos eventos exigirão métodos concretos de avaliação imanente (ética) e de experimentação imanente (criatividade). Esses conceitos paralelos são a base da ética deleuziana quando interpretada como uma filosofia de vida.